# Manoir de Botmars
Le manoir de Botmars est situé à Cléguérec en France.

## Localisation
Le manoir est situé sur le territoire de la commune de Cléguérec, au lieu-dit Botmars, dans le département du Morbihan en région Bretagne.

## Description
Manoir dans une cour ouverte, plan en équerre, tour d'escalier postérieure, édifice à un étage carré avec un toit à longs pans, escalier à vis sans jour. Il est attesté vers 1450, le logis date probablement de la fin du XVe siècle ou du début du XVIe siècle. Transformé en 1605, date portée. Puits daté 1874, date portée. Logement daté 1877, date portée. La partie ouest du logis figurant sur le cadastre de 1836 est détruite.

## Historique
Le manoir est inscrit à l'inventaire général du patrimoine culturel.